# Ectobius alleni
Ectobius alleni es una especie de cucaracha del género Ectobius, familia Ectobiidae.

## Distribución
Esta especie se encuentra en Kenia.